# Grote Prijs Jean-Pierre Monseré 2023
Il Grote Prijs Jean-Pierre Monseré 2023, dodicesima edizione della corsa e valida come prova dell'UCI Europe Tour 2023 categoria 1.1, si svolse il 5 marzo 2023 su un percorso di 198,6 km, con partenza da Ichtegem e arrivo a Roeselare, in Belgio. La vittoria fu appannaggio del belga Gerben Thijssen, il quale completò il percorso in 4h35'25", alla media di 43,265 km/h, precedendo gli australiani Caleb Ewan e Sam Welsford.
Sul traguardo di Roeselare 145 ciclisti, dei 166 partiti da Ichtegem, portarono a termine la competizione.

## Squadre e corridori partecipanti
| N.      | Cod. | Squadra                      |
| ------- | ---- | ---------------------------- |
| 1-7     | LDS  | Lotto Dstny                  |
| 11-17   | ADC  | Alpecin-Deceuninck           |
| 21-27   | ICW  | Intermarché-Circus-Wanty     |
| 31-35   | JVD  | Jumbo-Visma Development Team |
| 41-47   | SOQ  | Soudal Quick-Step            |
| 51-57   | ARK  | Team Arkéa-Samsic            |
| 61-67   | DSM  | Team DSM                     |
| 71-77   | COF  | Cofidis                      |
| 81-87   | BWB  | Bingoal WB                   |
| 91-97   | BEB  | Bolton Equities Black Spoke  |
| 101-107 | EUS  | Euskaltel-Euskadi            |
| 111-117 | HPM  | Human Powered Health         |
| 121-126 | IPT  | Israel-Premier Tech          |

| N.      | Cod. | Squadra                         |
| ------- | ---- | ------------------------------- |
| 131-137 | Q36  | Q36.5 Pro Cycling Team          |
| 141-147 | TFB  | Team Flanders-Baloise           |
| 151-157 | TUD  | Tudor Pro Cycling Team          |
| 161-167 | UXT  | Uno-X Pro Cycling Team          |
| 171-177 | ALQ  | Allinq Continental Cycling Team |
| 181-187 | WIV  | AT85 Pro Cycling                |
| 191-197 | BCY  | Beat Cycling Team               |
| 201-207 | GDM  | Materiel-Velo.com               |
| 211-217 | MET  | Metec-Solarwatt p/b Mantel      |
| 221-227 | TIC  | Tarteletto-Isorex               |
| 231-237 | TCQ  | Team ColoQuick                  |
| 241-247 | VWE  | VolkerWessels Cycling Team      |

## Ordine d'arrivo (Top 10)
| Pos. | Corridore        | Squadra     | Tempo    |
| ---- | ---------------- | ----------- | -------- |
| 1    | Gerben Thijssen  | Intermarché | 4h35'25" |
| 2    | Caleb Ewan       | Lotto       | s.t.     |
| 3    | Sam Welsford     | DSM         | s.t.     |
| 4    | Hugo Hofstetter  | Arkéa       | s.t.     |
| 5    | Piet Allegaert   | Cofidis     | s.t.     |
| 6    | Jordi Warlop     | Soudal      | s.t.     |
| 7    | Matteo Malucelli | Bingoal     | s.t.     |
| 8    | Vito Braet       | Flanders    | s.t.     |
| 9    | Itamar Einhorn   | Israel      | s.t.     |
| 10   | Timothy Dupont   | Tarteletto  | s.t.     |